# Gunnlod

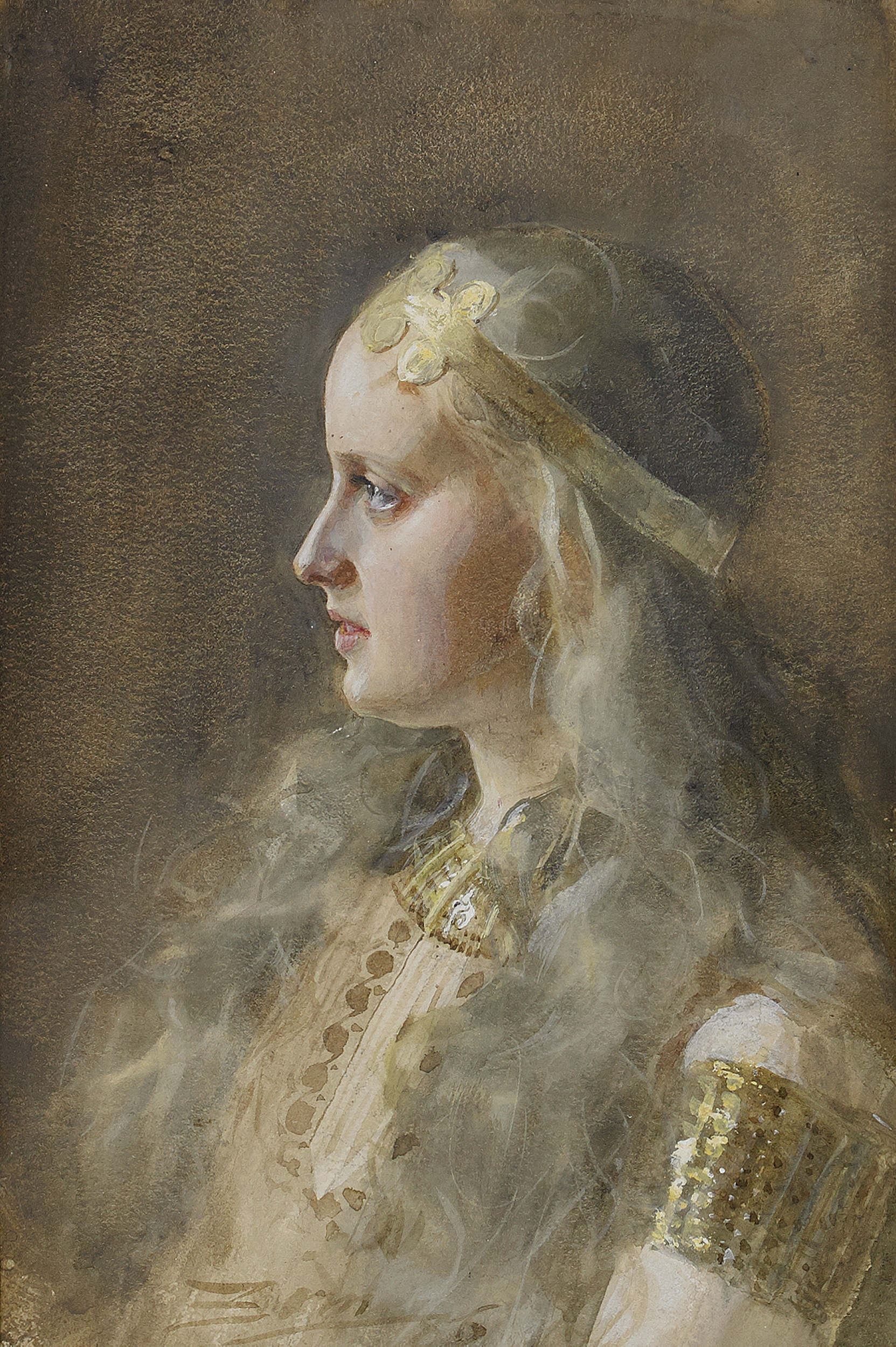
Anders Zorn: Gunnlod, hija de Suttung (Gunnlöd, Suttungs dotter).

Gunnlod (Gunnlöð) era la hija de Suttung en la mitología nórdica. Hacía guardia en nombre de él en la caverna donde se guardaba el hidromiel de la poesía. Fue seducida por Odín quien, según cuenta Snorri, arregló con ella un cambio de tres noches de coyunda por tres sorbos de hidromiel y luego la engañó robándo toda y huyendo en forma de ave, pero la Hávamál de la Edda Poética cuenta una historia un poco diferente: 
Gunnlod me sentó en un asiento dorado,
Me vertió preciosa hidromiel:
La recompensa que ella tuvo de mi por eso,
Por su orgulloso y apasionado corazón,
Su premonitorio espíritu rumiante.
Lo que gané de ella he usado bien:
Me he encerado en sabiduría desde que volví,
trayendo a Asgard Odhroerir,
el trago sagrado.
Duramente hubiera vuelto vivo a casa
De las garras del severo troll,
Si Gunnlod no me hubiera ayudado, la buena mujer,
Quien envolvió sus brazos a mi alrededor.
Pareciera, de esta versión del relato, que Gunnlod ayudó voluntariamente a Odín y que él pensó bien de ella en su regreso.
Con el Padre de Todos fue madre de Bragi.